# Long Live the Kings
Albums de Kottonmouth Kings
Hidden Stash 420
(2009) Legalize It EP
(2011)
Long Live the Kings est le onzième album studio des Kottonmouth Kings, sorti le 20 avril 2010.

## Liste des titres
| No  | Titre                                          | Durée |
| --- | ---------------------------------------------- | ----- |
| 1.  | Long Live The Kings                            | 4:48  |
| 2.  | Party Monsters (featuring Tech N9ne)           | 4:20  |
| 3.  | Rampage                                        | 3:26  |
| 4.  | Great When You're High                         | 4:03  |
| 5.  | Stomp                                          | 4:01  |
| 6.  | Lucky Day                                      | 4:48  |
| 7.  | At It Again (featuring Johnny Richter)         | 2:49  |
| 8.  | Make It Rain                                   | 3:42  |
| 9.  | Party Girls (featuring Vicky Calhoun)          | 3:07  |
| 10. | Mushrooms (featuring The Dirtball)             | 4:08  |
| 11. | Black Smoke                                    | 3:31  |
| 12. | Fuck The Police (featuring Insane Clown Posse) | 4:38  |
| 13. | Reefer Madness                                 | 4:30  |
| 14. | Checkmate                                      | 4:23  |
| 15. | Kill The Pain (featuring Dogboy)               | 4:18  |
| 16. | Mad Respect                                    | 4:48  |
| 17. | Lets Do Drugs (featuring Big B)                | 3:26  |
| 18. | Let The Indo Blow                              | 2:54  |
| 19. | Take It to the Top                             | 3:02  |
| 20. | Simple and Free                                | 3:57  |

| 1.  | High Times                                       | 3:50 |
| 2.  | All I Need (featuring Dogboy)                    | 3:32 |
| 3.  | It's a Lie (featuringVicky Calhoun)              | 4:01 |
| 4.  | Talkin' Shit on the Internet                     | 3:51 |
| 5.  | Life Is Beautiful                                | 4:22 |
| 6.  | Smiling Faces                                    | 4:07 |
| 7.  | Enjoy The Ride (feat. Dogboy)                    | 3:35 |
| 8.  | Dead and Gone                                    | 4:17 |
| 9.  | Playa (Interprété par D-Loc's featuring Sen Dog) | 5:04 |
| 10. | P in the Punk                                    | 2:32 |
| 11. | Super Chronic Megablast (featuring DJ Bobby B's) | 4:15 |
| 12. | Free Soul                                        | 4:25 |
| 13. | American Made                                    | 2:07 |
| 14. | Last Joint                                       | 3:44 |
| 15. | Mission Control                                  | 3:52 |
| 16. | Top of the World                                 | 4:26 |